# Тибуртина (станция метро)
Тибуртина (итал. Tiburtina) — станция линии B римского метрополитена. Открыта 8 декабря 1980 года. Она расположена под римским железнодорожным вокзалом Тибуртина, таким образом её главной функцией является обслуживание пассажиров, прибывающих и убывающих с этого вокзала.

## Окрестности и достопримечательности
Вблизи станции расположены:
- Римский университет Ла Сапиенца
- Кладбище Кампо Верано
- Сан-Лоренцо-фуори-ле-Мура
- Сан-Лоренцо

## Наземный транспорт
Железнодорожный транспорт:
- Железнодорожный вокзал Тибуртина.

Автобусы: 62, 71, 111, 135, 163, 168, 211, 309, 409, 441, 448, 490, 492, 495, 545, 548, 649.